# Viva o Poder Popular
"Viva o Poder Popular" é um single de José Afonso,  lançado em 1975. No lado B deste disco encontra-se a canção Foi na Cidade do Sado, escrita a propósito dos confrontos ocorridos em Setúbal a 7 de Março de 1975 na sequência de um comício do PPD.